# Pseudopirnodus persetosus
Pseudopirnodus persetosus är en kvalsterart som beskrevs av Baranek 1985. Pseudopirnodus persetosus ingår i släktet Pseudopirnodus och familjen Oripodidae. Inga underarter finns listade i Catalogue of Life.